# زمین فوتبال

اندازه‌های خطوط زمین فوتبال

زمین فوتبال سطح بازی فوتبال است، اندازه‌ها و جزئیات آن در قانون شماره ۱ بازی فوتبال آمده‌است.
با توجه به اینکه مقررات فوتبال در انگلستان شکل گرفته‌است، اندازه زمین فوتبال هم در واحدهای امپریال بیان شده‌است و در قوانین مسابقه نیز معادل‌های متریک آن نیامده است، استفاده از واحدهای اندازه‌گیری به‌طور سنتی حتی در خارج از بریتانیا نیز مرسوم است.
یک زمین استاندارد فوتبال بزرگسالان برای مسابقات بین‌المللی می‌بایست ۱۰۰ یارد (قدم) (معادل ۱۰۰ تا ۱۱۰ متر) طول و ۷۰ تا ۸۰ یارد (۶۴ تا ۷۳ متر) عرض داشته باشد.
زمین‌های مسابقات غیر بین‌المللی می‌تواند بین ۹۱ تا ۱۲۰ متر طول و ۴۵ تا ۹۱ متر عرض داشته و نباید مربع باشد.
یک دروازه مستطیل شکل در وسط خط عرضی (یا خط گل) گذاشته می‌شود که فاصله تیرک‌های عمودی آن از یکدیگر ۸ یارد (۷٫۳۲ متر) و فاصله تیرک افقی از زمین ۸ فوت (۲٫۴ متر) است.

در جلوی هر دروازه و به فاصله ۱۸ یارد (۱۶٫۵ متر) از خط دروازه، محوطه مستطیل شکلی وجود دارد که به محوطه جریمه یا محوطه هجده قدم معروف است، در این محوطه دروازه‌بان قادر است توپ را با دست لمس کرده و بگیرد و خطا کردن روی بازیکنان حریف با ضربه پنالتی جریمه می‌شود.
محوطه کوچکتری نیز در جلوی دروازه و با فاصله ۶ قدم (۵٫۵ متر) وجود دارد که می‌بایست ضربات شروع مجدد بازی در هنگام خروج توپ از خط عرضی از داخل آن زده شود. خطوط و علامت‌های دیگری نیز در زمین برای مشخص کردن محل قرار گرفتن بازیکنان و جای زدن ضربات کرنر، پنالتی و شروع بازی وجود دارد.
ارتفاع دروازه فوتبال چمنی ۲٫۴ متر معادل ۲۴۰ سانتی‌متر برای فوتبال بزرگسالان است.

## روشنایی
زمین‌های فوتبال بسته به استفاده به سه گروه تقسیم می‌شوند:
دسته I) زمین‌های که در آن مسابقات رسمی و فیلمبرداری تلویزیونی به صورت 4k انجام می‌شود روشنایی این دسته از زمین‌ها می‌باید حداقل ۲۵۰۰ لوکس باشد.
دسته II) زمینهایی که در آن‌ها مسابقات انجام می‌گردد ولی فیلمبرداری مسابقات در روز انجام می‌گردد این دسته از زمین‌ها می‌بایست روشنایی تا ۱۵۰ لوکس داشته باشند.
دستهIII) این زمین‌ها جهت تمرین استفاده می‌گردد و فیلمبرداری در آن‌ها انجام نمی‌گردد روشنایی این زمین‌ها نباید از ۳۰ لوکس کمتر باشد. 

## چمن
چمن مهم‌ترین جزء زمین فوتبال است. بطوری‌که یکی از عوامل مهم در پیشرفت فوتبال هر کشور وجود زمین‌های چمن مناسب می‌باشد و یکی از فاکتورهای شناسایی سطح فوتبال یک کشور، وضعیت چمن استادیوم‌های آن کشور می‌باشد.
چمنهای فوتبال بر دو نوع طبیعی و مصنوعی می‌باشند.

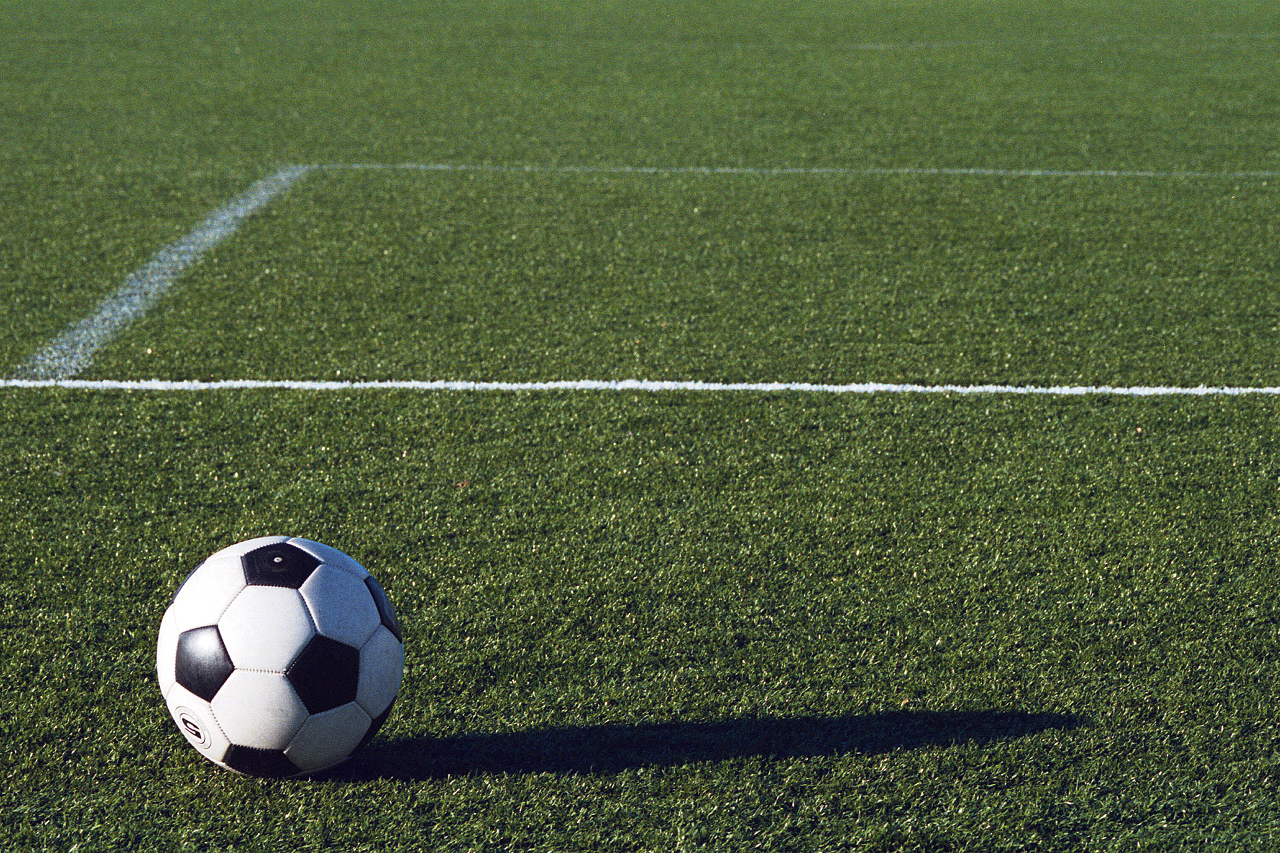
یک نمونه چمن مصنوعی به کار رفته در زمین فوتبال

خراب شدن زود هنگام چمن‌های طبیعی صاحبان باشگاه‌ها و دست‌اندرکاران ورزش را بر آن داشته تا جایگزین واقعی برای چمن طبیعی به لحاظ تحمل بیشتر زمین بازی در مقابل تعدد و ترافیک تیمها، جلوگیری از اتلاف وقت برای بازسازی زمین، قابلیت زمین برای بازی در برف و باران و پیش‌گیری از گل آلوده شدن سطح چمن، انتخاب نمایند. به همین منظور چمن‌های مصنوعی را جایگزین چمن‌های طبیعی کردند.